# Izydor Józef Cybulski
Izydor Józef Cybulski – polski duchowny katolicki, wydawca, kompozytor i organista.
Od końca 1802 do wiosny 1805 współpracował ze sztycharnią Józefa Elsnera w zakresie rytowania blach i odbijania nakładów. W połowie 1805, na ulicy Przyrynek 1883, w kamienicy Collegii Vicariorum, otworzył własną pracownię i zaczął samodzielnie produkować wydawnictwa nutowe technikami sztycharskimi. Do końca 1806 wytłoczył prawdopodobnie kilkanaście druków muzycznych. Oficyna działała do 1818, publikując łącznie ok. 120 pozycji, m.in. utwory Józefa Elsnera i Franciszka Lessla. W listopadzie 1817 roku opublikowała pierwszy wydany drukiem utwór Chopina – „Polonez g-moll” WN2.
Od 1809 prowadził warszawską szkołę organistów miejskich.

## Publikacje
- 1806 Wiersze na przyięcie [!] Napoleona Wielkiego Cesarza Francuzów Krola [!] Włoskiego Oswobodziciela Polakow [!] / przez Pawła Czaykowskiego ; z muzyką X. I. Cybulskiego (partytury)
- 1815 Polonaise : pour le piano : composée et dediée à monsieur monsieur Pierre Stryjenski / par J. Peschke (partytury)
- 1816 Divertissement : pour le piano-forte : composé et dedié à Madame Madame Marie Szymanowska (partytury)